# Lista de distritos do Rio de Janeiro (estado)

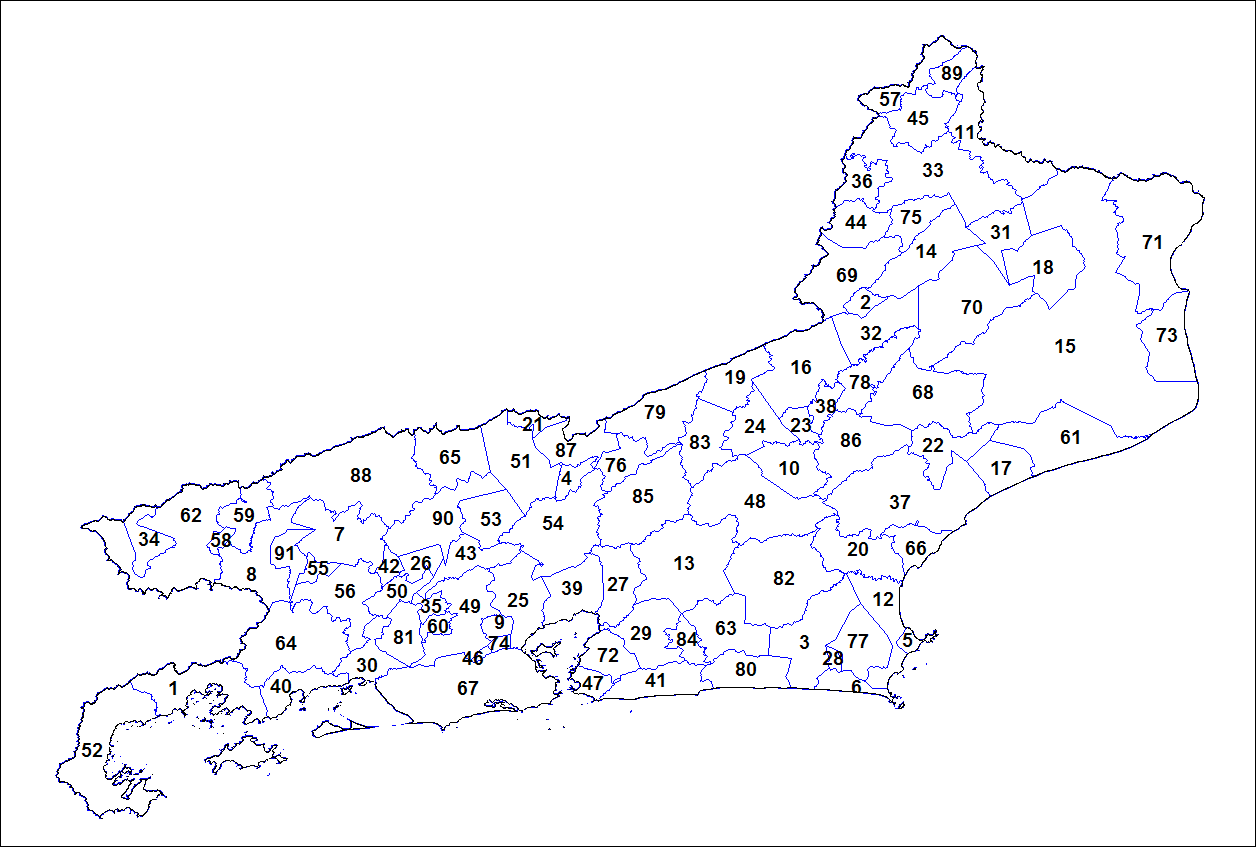
Municípios do estado do Rio de Janeiro

Lista dos distritos do estado do Rio de Janeiro, de acordo com a Divisão Territorial Brasileira do Instituto Brasileiro de Geografia e Estatística (IBGE).
Todo município é formado por pelo menos um distrito, que é o distrito sede. No caso dos municípios que possuem mais de um distrito, eles constam na segunda coluna da tabela.
Já o município do Rio de Janeiro é subdividido em Regiões Administrativas.
| Município (distrito sede)     | Distritos                      |
| ----------------------------- | ------------------------------ |
| Angra dos Reis                | Abraão                         |
| Angra dos Reis                | Cunhambebe                     |
| Angra dos Reis                | Jacuecanga                     |
| Angra dos Reis                | Mambucaba                      |
| Aperibé                       |                                |
| Araruama                      | Iguabinha                      |
| Araruama                      | Morro Grande                   |
| Araruama                      | Praia Seca                     |
| Araruama                      | São Vicente de Paula           |
| Areal                         |                                |
| Armação dos Búzios            |                                |
| Arraial do Cabo               | Figueira Monte Alto            |
| Barra do Piraí                | Califórnia da Barra            |
| Barra do Piraí                | Dorândia                       |
| Barra Mansa                   | Antônio Rocha                  |
| Barra Mansa                   | Floriano                       |
| Barra Mansa                   | Nossa Senhora do Amparo        |
| Barra Mansa                   | Rialto                         |
| Barra Mansa                   | Santa Rita de Cássia           |
| Belford Roxo                  |                                |
| Bom Jardim                    | Banquete                       |
| Bom Jardim                    | Barra Alegre                   |
| Bom Jardim                    | São José do Ribeirão           |
| Bom Jesus do Itabapoana       | Calheiros                      |
| Bom Jesus do Itabapoana       | Carabuçu                       |
| Bom Jesus do Itabapoana       | Pirapetinga de Bom Jesus       |
| Bom Jesus do Itabapoana       | Rosal                          |
| Bom Jesus do Itabapoana       | Santa Isabel                   |
| Bom Jesus do Itabapoana       | Serrinha                       |
| Bom Jesus do Itabapoana       | Usina Santa Maria              |
| Cabo Frio                     | Tamoios                        |
| Cachoeiras de Macacu          | Subaio Japuíba Papucaia        |
| Cambuci                       | Cruzeiro                       |
| Cambuci                       | Funil                          |
| Cambuci                       | Monte Verde                    |
| Cambuci                       | São João do Paraíso            |
| Cambuci                       | Três Irmãos                    |
| Campos dos Goytacazes         | Dores de Macabu                |
| Campos dos Goytacazes         | Ibitioca                       |
| Campos dos Goytacazes         | Morangaba                      |
| Campos dos Goytacazes         | Morro do Coco                  |
| Campos dos Goytacazes         | Mussurepe                      |
| Campos dos Goytacazes         | Santa Maria                    |
| Campos dos Goytacazes         | Santo Amaro de Campos          |
| Campos dos Goytacazes         | Santo Eduardo                  |
| Campos dos Goytacazes         | São Sebastião de Campos        |
| Campos dos Goytacazes         | Serrinha                       |
| Campos dos Goytacazes         | Tócos                          |
| Campos dos Goytacazes         | Travessão                      |
| Campos dos Goytacazes         | Vila Nova de Campos            |
| Cantagalo                     | Boa Sorte                      |
| Cantagalo                     | Euclidelândia                  |
| Cantagalo                     | Santa Rita da Floresta         |
| Cantagalo                     | São Sebastião do Paraíba       |
| Carapebus                     |                                |
| Cardoso Moreira               | São Joaquim                    |
| Carmo                         | Córrego da Prata               |
| Carmo                         | Porto Velho do Cunha           |
| Casimiro de Abreu             | Barra de São João              |
| Casimiro de Abreu             | Professor Sousa                |
| Casimiro de Abreu             | Rio Dourado                    |
| Comendador Levy Gasparian     | Afonso Arinos                  |
| Conceição de Macabu           | Macabuzinho                    |
| Cordeiro                      |                                |
| Duas Barras                   | Monnerat                       |
| Duque de Caxias               | Campos Elíseos                 |
| Duque de Caxias               | Imbariê                        |
| Duque de Caxias               | Xerém                          |
| Engenheiro Paulo de Frontin   | Morro Azul do Tinguá           |
| Engenheiro Paulo de Frontin   | Sacra Família do Tinguá        |
| Guapimirim                    | Vale das Pedrinhas Citrolândia |
| Iguaba Grande                 |                                |
| Itaboraí                      | Cabuçu                         |
| Itaboraí                      | Itambi                         |
| Itaboraí                      | Manilha                        |
| Itaboraí                      | Pachecos                       |
| Itaboraí                      | Porto das Caixas               |
| Itaboraí                      | Sambaetiba                     |
| Itaboraí                      | Visconde de Itaboraí           |
| Itaguaí                       | Ibituporanga                   |
| Italva                        |                                |
| Itaocara                      | Batatal                        |
| Itaocara                      | Estrada Nova                   |
| Itaocara                      | Jaguarembé                     |
| Itaocara                      | Laranjais                      |
| Itaocara                      | Portela                        |
| Itaperuna                     | Boa Ventura                    |
| Itaperuna                     | Comendador Venâncio            |
| Itaperuna                     | Itajara                        |
| Itaperuna                     | Nossa Senhora da Penha         |
| Itaperuna                     | Raposo                         |
| Itaperuna                     | Retiro do Muriaé               |
| Itatiaia                      | Penedo                         |
| Japeri                        |                                |
| Laje do Muriaé                |                                |
| Macaé                         | Cachoeiros de Macaé            |
| Macaé                         | Córrego do Ouro                |
| Macaé                         | Frade                          |
| Macaé                         | Glicério                       |
| Macaé                         | Sana                           |
| Macuco                        |                                |
| Magé                          | Guia de Pacobaíba              |
| Magé                          | Inhomirim                      |
| Magé                          | Rio D'Ouro                     |
| Magé                          | Santo Aleixo                   |
| Magé                          | Suruí                          |
| Mangaratiba                   | Conceição de Jacareí           |
| Mangaratiba                   | Itacurussá                     |
| Mangaratiba                   | Muriqui                        |
| Maricá                        | Inoã                           |
| Maricá                        | Itaipuaçu                      |
| Maricá                        | Ponta Negra                    |
| Mendes                        | Engenheiro Morsing             |
| Mesquita                      | Banco de Areia                 |
| Mesquita                      | Vila Emil                      |
| Miguel Pereira                | Conrado                        |
| Miguel Pereira                | Governador Portela             |
| Miracema                      | Paraíso do Tobias              |
| Miracema                      | Venda das Flores               |
| Natividade                    | Bom Jesus do Querendo          |
| Natividade                    | Ourânia                        |
| Nilópolis                     | Olinda                         |
| Niterói                       | Itaipu Pendotiba               |
| Nova Friburgo                 | Amparo                         |
| Nova Friburgo                 | Campo do Coelho                |
| Nova Friburgo                 | Conselheiro Paulino            |
| Nova Friburgo                 | Lumiar                         |
| Nova Friburgo                 | Muri                           |
| Nova Friburgo                 | Riograndina                    |
| Nova Friburgo                 | São Pedro da Serra             |
| Nova Iguaçu                   |                                |
| Paracambi                     |                                |
| Paraíba do Sul                | Inconfidência                  |
| Paraíba do Sul                | Salutaris                      |
| Paraíba do Sul                | Werneck                        |
| Paraty                        | Paraty-Mirim                   |
| Paraty                        | Tarituba                       |
| Paty do Alferes               | Avelar                         |
| Petrópolis                    | Cascatinha                     |
| Petrópolis                    | Itaipava                       |
| Petrópolis                    | Pedro do Rio                   |
| Petrópolis                    | Posse                          |
| Pinheiral                     |                                |
| Piraí                         | Arrozal                        |
| Piraí                         | Monumento                      |
| Piraí                         | Santanésia                     |
| Porciúncula                   | Purilândia                     |
| Porciúncula                   | Santa Clara                    |
| Porto Real                    | Bulhões                        |
| Quatis                        | Falcão                         |
| Quatis                        | Ribeirão de São Joaquim        |
| Queimados                     |                                |
| Quissamã                      |                                |
| Resende                       | Agulhas Negras                 |
| Resende                       | Bulhões                        |
| Resende                       | Engenheiro Passos              |
| Resende                       | Fumaça                         |
| Resende                       | Pedra Selada                   |
| Resende                       | Visconde de Mauá               |
| Rio Bonito                    | Bazílio                        |
| Rio Bonito                    | Boa Esperança                  |
| Rio Claro                     | Getulândia                     |
| Rio Claro                     | Lídice                         |
| Rio Claro                     | Passa Três                     |
| Rio Claro                     | São João Marcos                |
| Rio das Flores                | Abarracamento                  |
| Rio das Flores                | Manuel Duarte                  |
| Rio das Flores                | Taboas                         |
| Rio das Ostras                | Rocha Leão                     |
| Rio de Janeiro                |                                |
| Santa Maria Madalena          | Doutor Loréti                  |
| Santa Maria Madalena          | Osório Bersot                  |
| Santa Maria Madalena          | Renascença                     |
| Santa Maria Madalena          | Santo Antônio do Imbé          |
| Santa Maria Madalena          | Sossego                        |
| Santa Maria Madalena          | Triunfo                        |
| Santo Antônio de Pádua        | Baltazar                       |
| Santo Antônio de Pádua        | Campelo                        |
| Santo Antônio de Pádua        | Ibitiguaçu                     |
| Santo Antônio de Pádua        | Marangatu                      |
| Santo Antônio de Pádua        | Paraoquena                     |
| Santo Antônio de Pádua        | Santa Cruz                     |
| Santo Antônio de Pádua        | São Pedro de Alcântara         |
| São Fidélis                   | Cambiasca                      |
| São Fidélis                   | Colônia                        |
| São Fidélis                   | Ipuca                          |
| São Fidélis                   | Pureza                         |
| São Francisco de Itabapoana   | Barra Seca                     |
| São Francisco de Itabapoana   | Itabapoana                     |
| São Francisco de Itabapoana   | Maniva                         |
| São Gonçalo                   | Ipiíba                         |
| São Gonçalo                   | Monjolos                       |
| São Gonçalo                   | Neves                          |
| São Gonçalo                   | Sete Pontes                    |
| São João da Barra             | Atafona                        |
| São João da Barra             | Barcelos                       |
| São João da Barra             | Cajueiro                       |
| São João da Barra             | Grussaí                        |
| São João da Barra             | Pipeiras                       |
| São João de Meriti            | Coelho da Rocha                |
| São João de Meriti            | São Mateus                     |
| São José de Ubá               |                                |
| São José do Vale do Rio Preto |                                |
| São Pedro da Aldeia           |                                |
| São Sebastião do Alto         | Ibipeba                        |
| São Sebastião do Alto         | Ipituna                        |
| São Sebastião do Alto         | Valão do Barro                 |
| Sapucaia                      | Anta                           |
| Sapucaia                      | Jamapará                       |
| Sapucaia                      | Nossa Senhora da Aparecida     |
| Sapucaia                      | Pião                           |
| Saquarema                     | Bacaxá                         |
| Saquarema                     | Sampaio Correa                 |
| Seropédica                    |                                |
| Silva Jardim                  | Aldeia Velha                   |
| Silva Jardim                  | Correntezas                    |
| Silva Jardim                  | Gaviões                        |
| Sumidouro                     | Campinas                       |
| Sumidouro                     | Dona Mariana                   |
| Sumidouro                     | Soledade                       |
| Tanguá                        |                                |
| Teresópolis                   | Vale de Bonsucesso             |
| Teresópolis                   | Vale do Paquequer              |
| Trajano de Moraes             | Doutor Elias                   |
| Trajano de Moraes             | Sodrelândia                    |
| Trajano de Moraes             | Vila da Grama                  |
| Trajano de Moraes             | Visconde de Imbé               |
| Três Rios                     | Bemposta                       |
| Valença                       | Barão de Juparanã              |
| Valença                       | Conservatória                  |
| Valença                       | Parapeúna                      |
| Valença                       | Pentagna                       |
| Valença                       | Santa Isabel do Rio Preto      |
| Varre-Sai                     |                                |
| Vassouras                     | Andrade Pinto                  |
| Vassouras                     | São Sebastião dos Ferreiros    |
| Vassouras                     | Sebastião de Lacerda           |
| Volta Redonda                 |                                |